# Edward Mortimer Macdonald
Pour les articles homonymes, voir Macdonald.
Edward Mortimer Macdonald (16 août 1865-25 mai 1940) est un homme politique canadien de la Nouvelle-Écosse. Il est député fédéral libéral de la circonscription néo-écossaise de Pictou de 1904 à 1917 et de 1921 à 1925, ainsi que d'Antigonish—Guysborough de 1925 à 1926. Il est ministre dans le cabinet du premier ministre Mackenzie King.
Il est également député provincial libéral de la circonscription néo-écossaise de Pictou (en) de 1897 à 1904.

## Biographie
Né à Pictou en Nouvelle-Écosse, Macdonald étudie à la Pictou Academy (en) et à l'Université Dalhousie. Ayant complété un baccalauréat en droit en 1887, il est admis au barreau de la Nouvelle-Écosse la même année. Plus tard, il est fait conseiller du Roi en 1904 et est admis au barreau du Québec en 1918.

## Politique
Macdonald entame une carrière publique en servant comme conseiller municipal de Pictou de 1892 à 1897.
Tentant d'être élu député de la Chambre des communes du Canada pour Pictou en 1896, il est défait et à nouveau en 1900. Entretemps, il siège à l'Assemblée législative de la Nouvelle-Écosse. 
Élu sur la scène fédérale en 1904, il est réélu en 1908, 1911. Il ne se représente pas en 1917, mais reprend son poste en 1921. En avril 1923, il entre au cabinet à titre de ministre sans portefeuille et ministre de la Défense nationale par intérim. En août 1923, il est officiellement ministre de la Défense nationale. Réélu en 1925, il ne se représente pas en 1926.